# 안동 낙강정
안동 낙강정(安東 洛江亭)은 경상북도 안동시 남후면 단호리에 있는 조선시대의 정자이다. 2011년 6월 2일 경상북도의 문화재자료 제587호로 지정되었다.

## 개요
낙강정(洛江亭)은 낙동강이 내려다보이는 나지막한 구릉에 위치한 아담한 건물로 마애(磨厓) 권예(權輗) 선생의 정자이다. 안동권씨인 권예는 1516년 문과에 급제하였고 1519년 己卯士禍때 조광조 일파의 탄압을 반대하는데 앞장섰던 인물로 전해진다.
원래는 예천에 있었던 정자를 이곳으로 이건하였다고 하며 당시의 이건기와 상량문이 있으나 자세한 연호를 기록하지 않아 확실한 연대를 알 수는 없다. 그러나 정자의 평면구성이 영양 서석지의 경정 및 봉화 도암정과 유사한 유형으로 정면 3칸 측면 2칸의 팔작지붕 홑처마로서 전면 1칸은 누마루를 설치하고 주변에 계자난간을 둘러 열린 공간으로 조영되어 있어 특색이 있다. 『마애선생문집』등의 문헌기록이 남아있고 낙강정(洛江亭)·판서연(判書淵) 등의 현판이 현존하고 있어 당호가 확실하여 역사적·고건축적으로 가치가 있다.

## 참고 자료
- 안동 낙강정 - 국가유산청 국가유산포털